# Open Nederlandse kampioenschappen zwemmen 2018
De Open Nederlandse kampioenschappen zwemmen 2018 worden gehouden van 22 tot en met 24 juni 2018 in sportcomplex Amerena in Amersfoort.

## Medailles
Legenda
- WR = Wereldrecord
- ER = Europees record
- NR = Nederlands record
- CR = Kampioenschapsrecord

### Mannen
| Onderdeel            | Goud                                                                   | Goud     | Zilver                                                                       | Zilver   | Brons                                                                         | Brons           |
| -------------------- | ---------------------------------------------------------------------- | -------- | ---------------------------------------------------------------------------- | -------- | ----------------------------------------------------------------------------- | --------------- |
| Vrije slag           |                                                                        |          |                                                                              |          |                                                                               |                 |
| 50 m                 | Jesse Puts Aquarijn                                                    | 22,22    | Nyls Korstanje Aqua Novio'94                                                 | 22,71    | Niet uitgereikt                                                               | Niet uitgereikt |
| 50 m                 | Jesse Puts Aquarijn                                                    | 22,22    | Thom de Boer De Dolfijn                                                      | 22,71    | Niet uitgereikt                                                               | Niet uitgereikt |
| 100 m                | Ben Schwietert ZPC Amersfoort                                          | 50,57    | Berjen Mellema ZV Nova                                                       | 50,95    | Jens Krijgsman De Columbiaan                                                  | 51,02           |
| 200 m                | Ben Schwietert ZPC Amersfoort                                          | 1.50,25  | Stan Pijnenburg PSV                                                          | 1.50,63  | Ferry Weertman PSV                                                            | 1.50,87         |
| 400 m                | Bart Sommeling De Dolfijn                                              | 3.59,71  | Erik Nijholt DZ&PC                                                           | 4.02,06  | Sander Crooijmans VZC                                                         | 4.05,81         |
| 800 m                | Georgios Skotadis De Dolfijn                                           | 8.24,35  | Vincent Crooijmans VZC                                                       | 8.29,71  | Sander Crooijmans VZC                                                         | 8.34,74         |
| 1500 m               | Vincent Crooijmans VZC                                                 | 16.10,82 | Georgios Skotadis De Dolfijn                                                 | 16.13,55 | Lars Bottelier VZV                                                            | 16.18,44        |
| Rugslag              |                                                                        |          |                                                                              |          |                                                                               |                 |
| 50 m                 | Kenzo Simons De Dolfijn                                                | 26,41    | Ensger Kotterink Feijenoord Albion ZC                                        | 26,43    | Luuk Nijland DWK                                                              | 26,48           |
| 100 m                | Nyls Korstanje Aqua Novio'94                                           | 55,98    | Tom Donker PSV                                                               | 56,16    | Jelle Betten DZ&PC                                                            | 57,39           |
| 200 m                | Jari Groenhart TriVia                                                  | 2.03,80  | Tom Donker PSV                                                               | 2.05,16  | Austin Namesnik ZPC Amersfoort                                                | 2.07,26         |
| Schoolslag           |                                                                        |          |                                                                              |          |                                                                               |                 |
| 50 m                 | Ties Elzerman De Dolfijn                                               | 27,88    | Philipp André Brandt Duitsland                                               | 28,32    | Kasper Leeuw ZPC Amersfoort                                                   | 28,56           |
| 100 m                | Arno Kamminga De Dolfijn                                               | 59,93    | Wietse Waninge ZPC Amersfoort                                                | 1.02,07  | Philipp André Brandt Duitsland                                                | 1.02,58         |
| 200 m                | Philipp André Brandt Duitsland                                         | 2.15,08  | Ruben Reck Duitsland                                                         | 2.15,22  | Koen Lems ZPC Amersfoort                                                      | 2.15,97         |
| Vlinderslag          |                                                                        |          |                                                                              |          |                                                                               |                 |
| 50 m                 | Nyls Korstanje Aqua Novio'94                                           | 23,94    | Joeri Verlinden PSV                                                          | 23,97    | Thomas Verhoeven ZPC Amersfoort                                               | 24,25           |
| 100 m                | Mathys Goosen De Dolfijn                                               | 52,98    | Joeri Verlinden PSV                                                          | 53,15    | Luuk Nijland DWK                                                              | 54,59           |
| 200 m                | Joeri Verlinden PSV                                                    | 2.01,42  | Arjan Knipping PSV                                                           | 2.06,33  | Floris Kotterink Feijenoord Albion ZC                                         | 2.06,38         |
| Wisselslag           |                                                                        |          |                                                                              |          |                                                                               |                 |
| 200 m                | Arjan Knipping PSV                                                     | 2.02,70  | Ensger Kotterink Feijenoord Albion ZC                                        | 2.05,64  | Jelle Betten DZ&PC                                                            | 2.08,39         |
| 400 m                | Arjan Knipping PSV                                                     | 4.18,69  | Jari Groenhart TriVia                                                        | 4.26,43  | Rowan Keen ZC Borger                                                          | 4.36,63         |
| Vrije slag estafette |                                                                        |          |                                                                              |          |                                                                               |                 |
| 4×100 m              | Nederland Nyls Korstanje Stan Pijnenburg Dion Dreesens Kyle Stolk      | 3.19,09  | ZPC Amersfoort Kingue Struijf Thomas Verhoeven Ben Schwietert Wietse Waninge | 3.24,20  | De Dolfijn Kenzo Simons Tom Lommers Bart Sommeling Mathys Goosen              | 3.25,35         |
| 4×200 m              | PSV Arjan Knipping Joeri Verlinden Maarten Brzoskowski Stan Pijnenburg | 7.25,06  | De Dolfijn Georgios Skotadis Bas Takken Elroy Schot Bart Sommeling           | 7.48,06  | DWK Luuk Nijland Nino Sieling Kevin Eltink Niek Heethaar                      | 7.51,38         |
| Wisselslagestafette  |                                                                        |          |                                                                              |          |                                                                               |                 |
| 4×100 m              | De Dolfijn Kenzo Simons Ties Elzerman Ruben Stam Thom de Boer          | 3.44,32  | PSV Tom Donker Arjan Knipping Joeri Verlinden Stijn Simons                   | 3.46,42  | ZPC Amersfoort Austin Namesnik Wietse Waninge Thomas Verhoeven Kingue Struijf | 3.48,67         |

### Vrouwen
| Onderdeel            | Goud                                                                      | Goud     | Zilver                                                                  | Zilver   | Brons                                                                              | Brons           |
| -------------------- | ------------------------------------------------------------------------- | -------- | ----------------------------------------------------------------------- | -------- | ---------------------------------------------------------------------------------- | --------------- |
| Vrije slag           |                                                                           |          |                                                                         |          |                                                                                    |                 |
| 50 m                 | Tamara van Vliet De Dolfijn                                               | 25,41    | Elinore de Jong The Hague Swimming                                      | 25,67    | Niet uitgereikt                                                                    | Niet uitgereikt |
| 50 m                 | Tamara van Vliet De Dolfijn                                               | 25,41    | Valerie van Roon WVZ                                                    | 25,67    | Niet uitgereikt                                                                    | Niet uitgereikt |
| 100 m                | Robin Neumann De Dolfijn                                                  | 56,06    | Angelina Köhler Duitsland                                               | 56,14    | Marieke Tienstra TriVia                                                            | 56,52           |
| 200 m                | Femke Heemskerk PSV                                                       | 1.56,11  | Robin Neumann De Dolfijn                                                | 2.00,55  | Esmee Vermeulen De Dolfijn                                                         | 2.01,60         |
| 400 m                | Laura Setz ZV Nova                                                        | 4.19,30  | Laura van Engelen AquAmigos                                             | 4.20,90  | Marij van der Mast PSV                                                             | 4.22,46         |
| 800 m                | Serena Stel De Dolfijn                                                    | 8.56,64  | Laura Setz ZV Nova                                                      | 9.00,04  | Marij van der Mast PSV                                                             | 9.03,62         |
| 1500 m               | Serena Stel De Dolfijn                                                    | 17.08,28 | Laura Setz ZV Nova                                                      | 17.21,53 | Marij van der Mast PSV                                                             | 17.35,13        |
| Rugslag              |                                                                           |          |                                                                         |          |                                                                                    |                 |
| 50 m                 | Maaike de Waard PSV                                                       | 28,26    | Tessa Vermeulen De Dolfijn                                              | 28,76    | Valerie van Roon WVZ                                                               | 29,53           |
| 100 m                | Kira Toussaint De Dolfijn                                                 | 1.00,44  | Maaike de Waard PSV                                                     | 1.01,91  | Tessa Vermeulen De Dolfijn                                                         | 1.01,98         |
| 200 m                | Tessa Vermeulen De Dolfijn                                                | 2.13,69  | Marieke Tienstra TriVia                                                 | 2.14,19  | Anna Friedrich Duitsland                                                           | 2.14,70         |
| Schoolslag           |                                                                           |          |                                                                         |          |                                                                                    |                 |
| 50 m                 | Tes Schouten WVZ                                                          | 31,37    | Lonne Dijkhuis De Dinkel                                                | 31,95    | Rosey Metz WVZ                                                                     | 32,22           |
| 100 m                | Tes Schouten WVZ                                                          | 1.08,02  | Rosey Metz WVZ                                                          | 1.10,79  | Anne Louise Palmans WVZ                                                            | 1.10,92         |
| 200 m                | Tes Schouten WVZ                                                          | 2.31,86  | Joyce Kuipers ZC Orca                                                   | 2.37,80  | Kim Vos SBC2000                                                                    | 2.37,83         |
| Vlinderslag          |                                                                           |          |                                                                         |          |                                                                                    |                 |
| 50 m                 | Elinore de Jong The Hague Swimming                                        | 26,43    | Maaike de Waard PSV                                                     | 26,49    | Josien Wijkhuijs ZC Orca                                                           | 26,98           |
| 100 m                | Elinore de Jong The Hague Swimming                                        | 59,31    | Angelina Köhler Duitsland                                               | 59,65    | Ranomi Kromowidjojo PSV                                                            | 1.00,08         |
| 200 m                | Kinge Zandringa De Dolfijn                                                | 2.17,29  | Femke Spiering VZC                                                      | 2.17,37  | Lotte Hosper Racing Club                                                           | 2.18,30         |
| Wisselslag           |                                                                           |          |                                                                         |          |                                                                                    |                 |
| 200 m                | Femke Heemskerk PSV                                                       | 2.13,21  | Indy Jongman PSV                                                        | 2.20,60  | Claire Verkijk WVZ                                                                 | 2.22,83         |
| 400 m                | Femke Spiering VZC                                                        | 4.58,70  | Lotte Hosper Racing Club                                                | 4.58,92  | Lisa Dreesens The Hague Swimming                                                   | 5.01,37         |
| Vrije slag estafette |                                                                           |          |                                                                         |          |                                                                                    |                 |
| 4×100 m              | PSV Manon Aerssens Marit de Lau Sam van Nunen Nelly Velthuijs             | 3.51,65  | De Dolfijn Tessa Vermeulen Kinge Zandringa Elise Pennings Robin Neumann | 3.51,70  | The Hague Swimming Elinore de Jong Femke Hoppenbrouwer Lisa Dreesens Dorien Butter | 3.52,07         |
| 4×200 m              | VZC Gaia Sterre Mirotti Silke Holkenborg Silke Molendijk Femke Spiering   | 8.29,32  | De Dolfijn Robin Neumann Kaylin Stel Tamara Grove Serena Stel           | 8.29,39  | The Hague Swimming Elinore de Jong Dorien Butter Lisa Dreesens Femke Hoppenbrouwer | 8.32,12         |
| Wisselslagestafette  |                                                                           |          |                                                                         |          |                                                                                    |                 |
| 4×100 m              | The Hague Swimming Lotte Hosper Ilse Rijnja Elinore de Jong Dorien Butter | 4.15,71  | De Dolfijn Tesse Vermeulen Irene Teufer Kinge Zandringa Robin Neumann   | 4.16,96  | WVZ Claire Verkijk Tes Schouten Chefanja Nunes Sophie de Jonge                     | 4.17,73         |